# Tour de Colombie 1978
Le Tour de Colombie 1978, qui se déroule du 6 au 18 mars 1978, est une épreuve cycliste remportée par le Colombien Rafael Antonio Niño qui empoche ainsi son cinquième Tour de Colombie après ceux de 1970, 1973, 1975 et 1977. Cette course est composée de treize étapes.

## Classement général
| Classement final | Classement final    | Classement final | Classement final | Classement final   |
|                  | Coureur             | Pays             | Équipe           | Temps              |
| ---------------- | ------------------- | ---------------- | ---------------- | ------------------ |
| 1er              | Rafael Antonio Niño | Colombie         | Benotto          | en 42 h 2 min 11 s |
| 2e               | Alfonso Flórez      | Colombie         | Castalia         | + 1 min 17 s       |
| 3e               | Gonzalo Marín       | Colombie         | Castalia         | + 1 min 27 s       |
| modifier         |                     |                  |                  |                    |